# Eduardo Barrón González

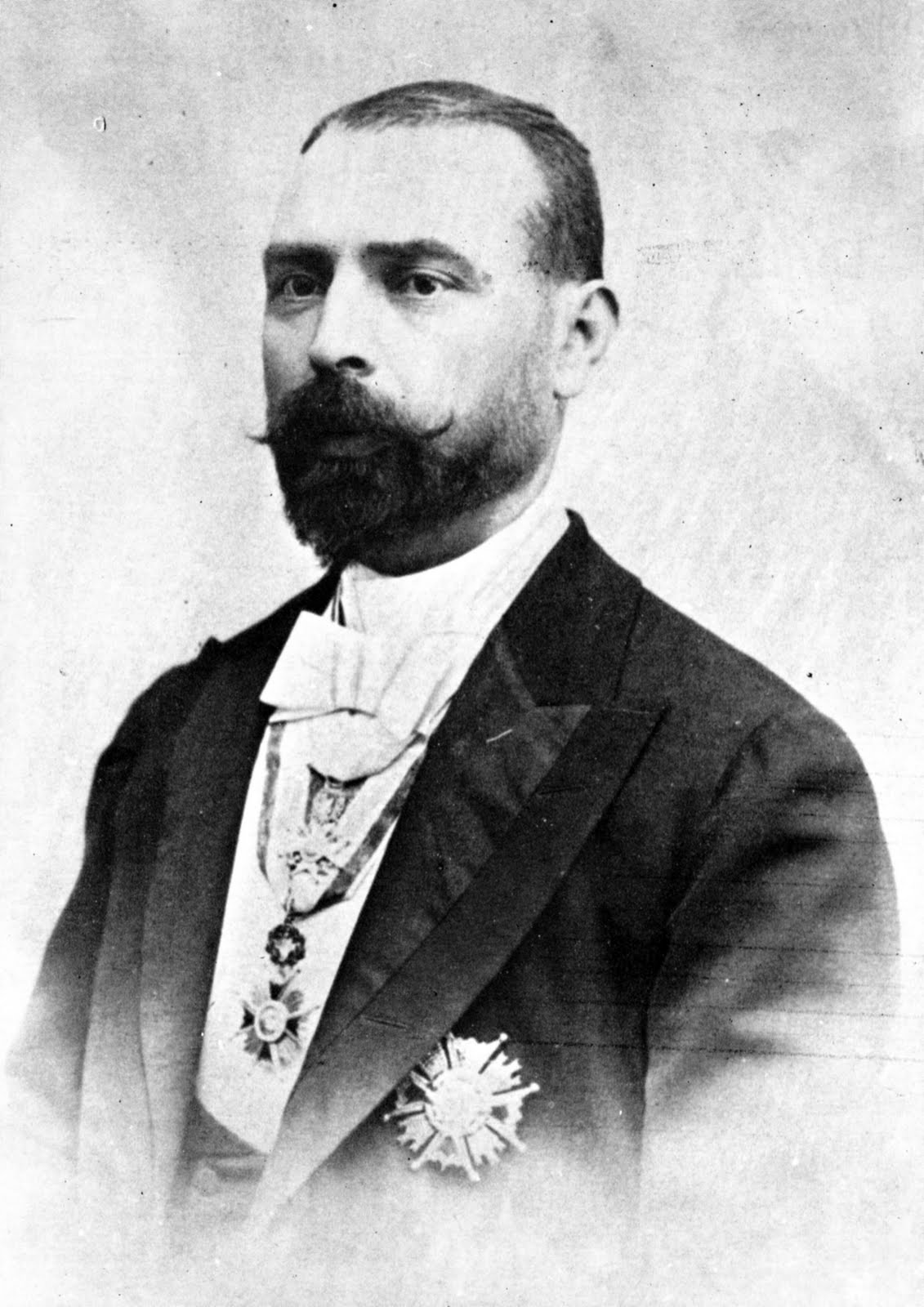
Eduardo Barrón (1898)

Eduardo Barrón González (* 2. April 1858 in Moraleja del Vino, Provinz Zamora; † 23. November 1911 in Madrid) war ein spanischer Bildhauer des Eklektizismus.

## Leben
Details aus seinem Leben sind durch eine Biographie von seinem Sohn, Edward Barron Casanova, bekannt. Demnach war er der Sohn eines Schuhmachers. Als er 14 Jahre alt war, starb sein Vater und er erhielt eine Halbwaisenrente. In Madrid wurde er in die Werkstatt von Ramón Álvarez Moretón aufgenommen. Er studierte an der Real Academia de Bellas Artes de San Fernando in Madrid bei Ricardo Bellver sowie in seiner Heimatstadt.
- Ab 1884 lernte er in Rom bei Vicente Palmaroli und Francisco Pradilla y Ortiz. Dort fertigte er für die Kirche Sankt Laurentius vor den Mauern eine Figur des Josef von Nazaret mit dem Kind auf dem Thron.
- 1892 wurde er zum Kurator des Museo Nacional de Pintura y Escultura ernannt.
- 1895 wurde er ergänzend zum Konservator-Restaurator ernannt; er restaurierte mehrere Werke, vor allem in Marmor und Elfenbein.
- 1908 schrieb er den ersten Katalog der Skulpturensammlung des Museo del Prado.
- 1910 wurde er Mitglied der Real Academia de Bellas Artes de San Fernando; er war ebenfalls Mitglied der Academia Hispanoamericana de Ciencias y Artes de Cádiz.

## Werke
- 1893: Viriathus-Statue in Zamora

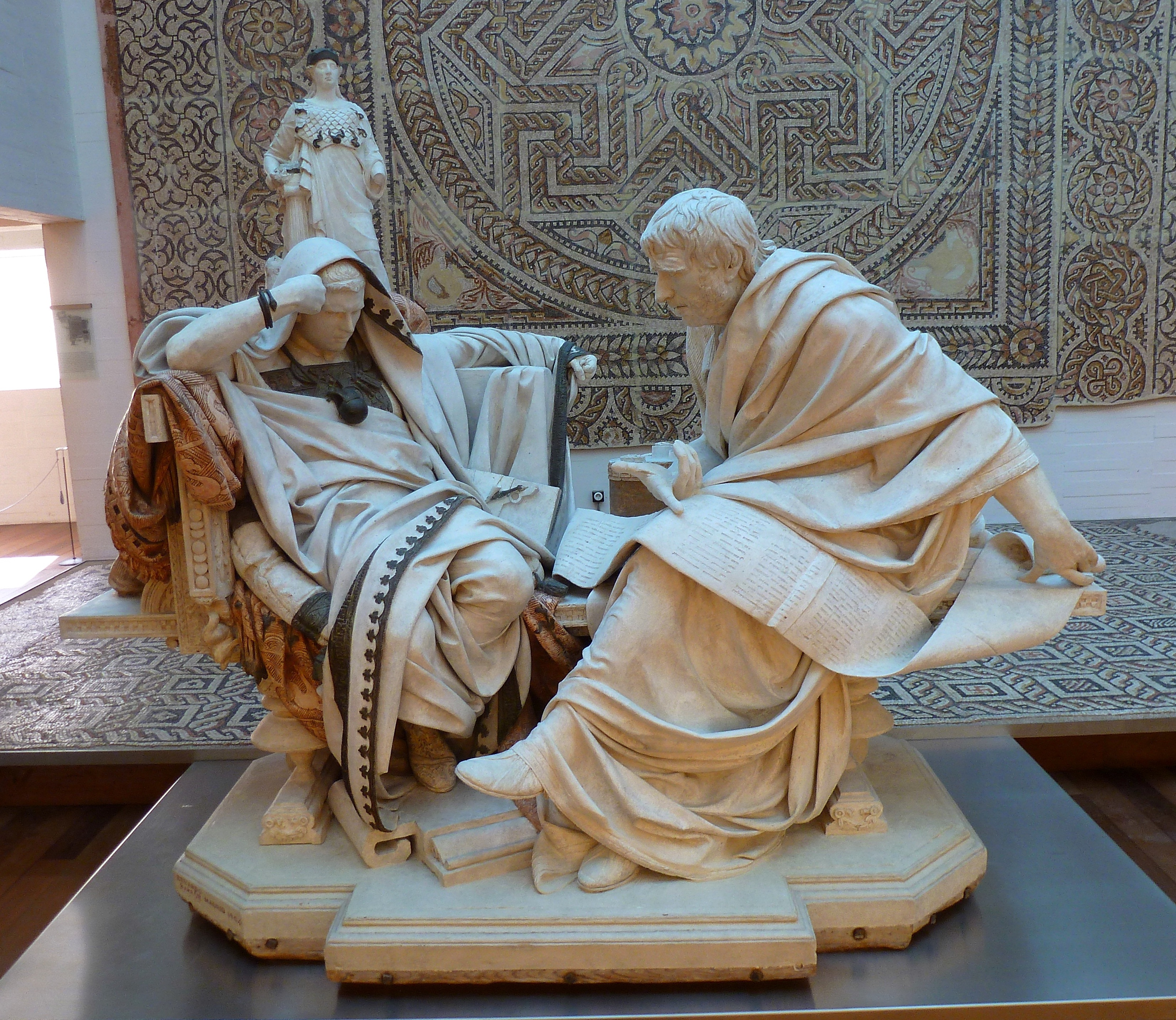
Nero und Seneca (1904)

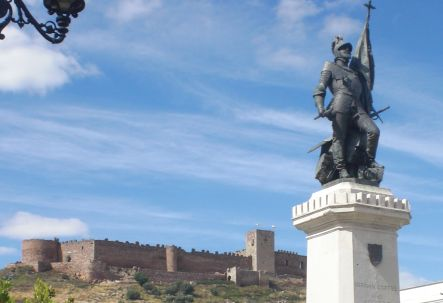
Cortés-Statue, Medellín (1890)

- 1893: Christoph-Kolumbus-Statue auf der Plaza de Colón in Salamanca
- 1905: Statue von Emilio Castelar in Cádiz
- 1884: Adam nach dem Sündenfall im Museum der Real Academia de Bellas Artes de San Fernando Ateneo de Madrid
- Allegorie der Ausbeutung von Bodenschätzen und der Industrie der Escuela de Minas de Madrid
- 1886: Eulalia von Mérida vor Daciano, Präfekt von Diokletian, Basílica de San Francisco el Grande, Madrid[1]
- 1890: Hernán Cortés in Medellín (Spanien), Extremadura
- 1910 Denkmal für die Helden der Militärmedizin, genannt El Ángel, Salón de Actos im  Hospital de Carabanchel, Madrid (Gipsmodell im Museo de Zamora)
- Madonna, Marmor, Boceto del medallón über dem Torbogen des Panteón der Familie Alejandro Groizard auf dem Cementerio de San Isidro, Madrid

Sein mehr als 3 Tonnen wiegendes und über 3 m hohes Bronzebildwerk von Hernán Cortés wurde vom 2. April bis 18. Mai 1890 in der Gießerei Federico Masriera in Barcelona gegossen und zeigt einen Konquistador im Harnisch, begleitet von zahlreichen Trophäen, dessen linkes Spielbein auf dem Kopf eines Menschen mit asiatischem Phänotyp steht. Die Darstellung erlebt unterschiedliche Wahrnehmung. Er traf mit der Darstellung den Geschmack von Maria Christina von Österreich (1858–1929), welche Barrón González nach einer in Augenscheinnahme des Werkes in den Orden Karls III. aufnahm.

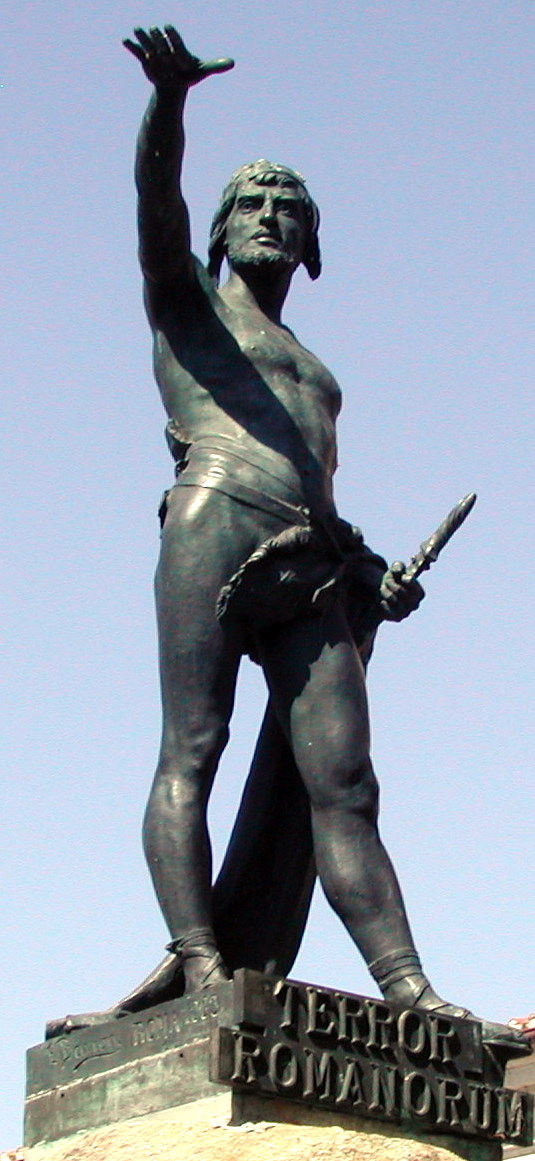
Viriathus-Statue, Zamora (1883)
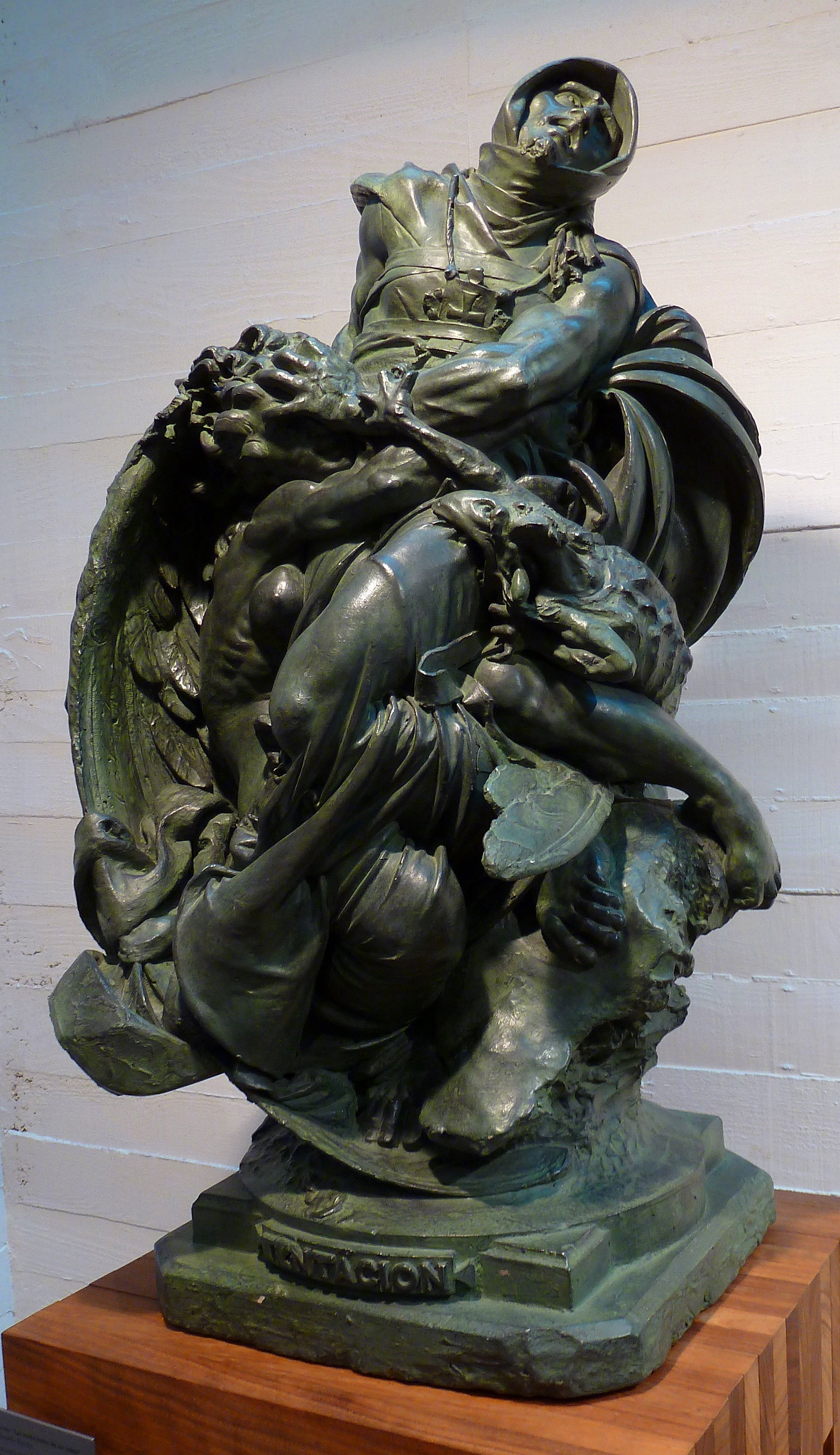
Versuchung eines heiligen Mannes